# Fauchaldius
Fauchaldius is een geslacht van borstelwormen uit de familie van de Eunicidae.

## Soorten
- Fauchaldius cyrtauloni Carrera-Parra & Salazar-Vallejo, 1998
- Fauchaldius insolita (Amoureux, 1977)